# Hjerneflugt
Hjerneflugt eller Brain drain (erobring af "hjerner") er udvandring af højtuddannede. Tendensen ses på bl.a. nationalt plan, hvor personer med høj intelligens eller teknisk kunnen emigrerer. Det vil sige, at et geografisk afgrænset område mister sine højtuddannede. Brain gain, altså erobring af højtuddannede, er den modsatte udvikling. Ved dette forstås, at højtuddannede (og personer med høj intelligens, kreativ- eller teknisk kunnen) immigrerer til et land. Som udgangspunkt anskues brain drain/gain i forhold til ud- og indvandring mellem lande. Dog definerer den anerkendte amerikanske udgiver af opslagsværker, Merriam-Webster, Brain Gain som:
| Citat | the departure of educated or professional people from one country, economic sector, or field for another usually for better pay or living conditions | Citat |
|       | |       |

Det vil altså sige (løst oversat), udvandringen af højtuddannede eller beskæftigede fra et land, en sektor eller et område til et andet land, sektor eller område – typisk med højere løn eller bedre levebetingelser. Størstedelen af, hvad man kan kalde vandrere, altså højtuddannede personer, som ind- eller udvandrer, vandrer fra eller til et vestligt land.
Forskning viser, at der er signifikante økonomiske fordele for migranterne selv og for det land der modtaget migranterne. Effekten på oprindelseslandet er mindre ligetil at beskrive, men noget forskning tyder på, at det kan være positivt, negativ eller en blanding. Forskning viser også et emigration og tilbagemigration kan have positiv effekt på demokratisering og på kvaliteten af de politiske institutioner i oprindelseslandet.

## Globalisering
Brain drain/gain er i høj grad en konsekvens af globalisering. I takt med stigende globalisering bliver de nationale grænser for arbejdsmarkederne og uddannelsesmulighederne nedbrudt. Dels giver den teknologiske og uddannelsesensartetmæssige udvikling mulighed for, at jobsøgende kan søge på tværs af landegrænser. Virksomheder og uddannelsessteder søger ligeledes medarbejdere og studerende internationalt.
Brain drain eller gain har stor økonomisk betydning for et land. Idet befolkningerne i i-lande generelt aldres og arbejdsstyrken dermed mindskes, bliver produktiviteten i højere grad ikke blot afgørende for den internationale konkurrenceevne men simpelthen for landets overleven (groft sagt). Der er en klar sammenhæng mellem uddannelse og produktivitet. Højtuddannede er derfor afgørende for fremtidens velstand. Der er selvsagt fra politisk side fokus på at fastholde højtuddannede (undgå brain drain) samt tiltrække udenlandske højtuddannede (opnå brain gain).
World economic forum udgiver hvert år rapporten "The Global Competitiveness Report", hvor landes konkurrenceevner sammenlignes. Blandt en masse kriterier, som medregnes er Brain drain. Dette er altså en afgørende faktor for et lands konkurrenceevner. I rapporten får hvert land en karakter mellem 1 og 7, hvor den højeste karakter gives til landene, som er bedst til at holde på sine højtuddannede. Det er altså landene med lav tendens til brain drain.
 Brain drain ranking og karakter for udvalgte lande: 
| Land:      | Ranking: | Karakter (1-7) |
| ---------- | -------- | -------------- |
| Schweiz    | 1        | 6,29           |
| USA        | 3        | 5,73           |
| Sverige    | 6        | 5,43           |
| Chile      | 14       | 5,03           |
| Malaysia   | 19       | 4,82           |
| Taiwan     | 22       | 4,74           |
| Danmark    | 29       | 4,46           |
| Spanien    | 54       | 3,55           |
| Tanzania   | 75       | 3,24           |
| Grækenland | 119      | 2,51           |
| Haiti      | 142      | 1,70           |

World economic forum, The Global Competitiveness Report 2011 – 2012

### Danmark
Som det ses i tabellen er Danmark ranket som nr. 29 bedst i verden blandt de 142 lande, som er sammenlignet, til at undgå brain drain. Schweiz er på 1. pladsen og har en karakter på 6,29. Haiti ligger isoleret i bunden, og får kun en karakter på 1,70, mens et at de nederst placerede europæiske lande er Grækenland på en 119. plads. Danmark får 4,46 i karakter. Det skal bemærkes at rapporten kun sammenligner evnen blandt landene til at undgå brain drain. Landenes evner til at opnå brain gain er ikke sammenlignet.
Det anslås at 2000-2500 med en kandidatuddannelse udvandrer fra Danmark. Der er altså en forholdsvis høj tendens til brain drain i Danmark. Samtidig indvandrer omtrent 2500 med en kandidatuddannelse dog til Danmark. Brain gain er ligeledes høj for Danmark. Samlet set er der dermed et lille plus på den danske balance mellem brain drain og brain gain.
Dog er der et langt flere med ph.d.-grad som indvandrer, end højtuddannede med en ph.d-grad, som udvandrer. Her er altså langt mere brain gain end brain drain. Samlet set udvandrer omkring 125 med en ph.d.-grad fra Danmark, mens ca. 1100 indvandrer.[kilde mangler]
I forhold til disse tal kan det konkluderes, at Danmark har en god balance mellem brain drain og brain gain. Selvom antallet af højtuddannede som indvandrer til Danmark er højt, udlignes det af det høje antal, som udvandrer. Dog er de højtuddannede, som udvandrer lavere uddannet, end de højtuddannede som indvandrer.

## Årsager til brain drain
Årsagerne til udvandringen kan som udgangspunkt opdeles i to grupper; samfundsmæssige årsager og personlige årsager. De samfundsmæssige årsager kan blandt andet være (fra udvandringslandet); manglende vækst/muligheder, politisk ustabilitet, økonomiske problemer (nationalt) eller (til indvandringslandet); vækst, bedre økonomi, større frihed. De personlige forhold kan derimod eksempelvis være; familiære forhold og selvrealiserende behov (behov for udlandsopdagelse eller nye karriereudfordringer). Historisk set har det generelt været antaget, at det var de samfundsmæssige årsager, som var motivet for udvandring. I de senere år har der dog været en tendens til, at det har været de personlige årsager, som har været motivationen for udvandring. Det kan eksempelvis være svært at pege på samfundsmæssige årsager til at udvandre fra Danmark. Alligevel oplever Danmark brain drain på mellem 2000 og 2500 personer.
Rapporten "Brain drain eller brain gain?, Vandringer af højtuddannede til og fra Danmark" beskriver forholdet mellem udvandring og indvandring fra og til Danmark af akademikere. Rapporten fokuserer på personer med minimum en kandidatuddannelse. I forhold til statestikker for udvandring af højtuddannede mellem 1992 og 2003 vurderes af følgende grupper har forøget tendens til udvandring:
- Højtuddannede under 35 år
- Højtuddannede med en kandidatgrad indenfor naturvidenskab eller forsvar
- Højtuddannede med ph.d-grad
- Højtuddannede med lave indkomster
- Højtuddannede med lav arbejdsmarkedstilknytning (uden job eller kort tid i job)
- Højtuddannede fra andre vestlige lande, som bor i Danmark (i forhold til fra ikke-vestlige kande)
- Højtuddannede med udenlandsk samlever
- Højtuddannede uden børn

Det vil altså sige, at der i Danmark som udgangspunkt er underskud af højtuddannede i disse grupper. Dog er grupperne for højtuddannede, som indvandrer, stort set de samme. Dermed skabes balance i ind-/udvandringen i disse grupper. Disse grupper må altså generelt ses som brain drain/gain-fleksible. Ser man på de grupper, der er fleksible, er det også interessant at finde grupperne, som er ufleksible. Ifølge rapporten har humanistiske kandidater lavere tilbøjelighed til ind-/udvandring. Dette forhold mellem humanistiske og naturvidenskabelige uddannelser betyder, at der kan stilles en række spørgsmål:
- Er de danske højtuddannede med en kandidat inden for det naturvidenskabelige område dygtigere end højtuddannede med en humanistisk kandidat?
- Er der større efterspørgsel efter naturvidenskabligt uddannede end personer med en humanistisk uddannelse?
- Er de nationale forskelle mellem fagkundskaber for store for humanistisk uddannede i forhold til højtuddannede med en naturvidenskabelig uddannelse?
- Vil en dansk uddannelsesmæssig satsning på det naturvidenskabelige område betyder en øget udvandring – brain drain (hjerneflugt) – fra Danmark?